# Tándor Lajos
Tándor Lajos (Bukarest, 1926. november 16. – 2012. július 28.) Aase-díjas magyar színész.

## Életrajz
1950-ben végzett a Színház és Filmművészeti Főiskolán. Előbb a Honvéd Színház illetve a Magyar Néphadsereg Színházának tagja volt, majd a győri Kisfaludy Színházhoz került, 1954 és 1958 között a Pécsi Nemzeti Színház művésze volt. Ezt követően Debrecenben, majd a Vígszínházban játszott. 1962-től a Jókai Színház, utána a Thália Színház művésze volt. Kezdetben romantikus hősöket formált meg, később elmélyült karaktereket alakított. Felesége volt Gurnik Ilona színésznő, akitől egy lánya, Tándor Zsófia született.
Tándor Lajos 2012. július 28-án hunyt el.

## Fontosabb színházi szerepei
A Színházi adattárban regisztrált bemutatóinak száma: 185; ugyanitt tizenegy színházi felvételen is látható.
- Jenő (Jókai M.–Földes M.: A kőszívű ember fiai);
- Mercutio (Shakespeare: Rómeó és Júlia);
- Lucifer (Madách Imre: Az ember tragédiája);
- K. Müller (Görgey G.: Komámasszony, hol a stukker?).
- A vágy villamosa (bemutató: 2004. február 7. Soproni Petőfi Színház)
- A végítélet napja (bemutató: 2003. szeptember 27. Soproni Petőfi Színház)
- Aranysárkány (bemutató: 2003. március 14. Soproni Petőfi Színház)
- Az imposztor (bemutató: 2001. március 17. Soproni Petőfi Színház)
- Becket avagy Isten becsülete (bemutató: 2005. február 12. Soproni Petőfi Színház)
- Egerek és emberek (bemutató: 2001. december 15. Soproni Petőfi Színház)
- Három nővér (bemutató: 2007. március 30. Soproni Petőfi Színház)
- Imádok férjhez menni (bemutató: 2000. január 29. Soproni Petőfi Színház)
- Kaméliás hölgy (bemutató: 2002. november 22. Soproni Petőfi Színház)
- Liliomfi (bemutató: 2001. február 3. Soproni Petőfi Színház)
- Montmartrei Ibolya (bemutató: 2005. június 18. Soproni Petőfi Színház)
- Szerelem és halál játéka (bemutató: 2006. április 1. Soproni Petőfi Színház)
- Szerelmi körutazás (bemutató: 2006. november 24. Soproni Petőfi Színház)
- Tovaris (bemutató: 2000. február 26. Soproni Petőfi Színház)

## Filmek, tv
- Lovagias ügy (színházi előadás tv-felvétele)
- Az igazi halál (színes magyar tévéfilm, 2007)
- A mi szerelmünk (színes magyar–lengyel játékfilm, 1999)
- A Vörös bestia (1995)
- Devictus Vincit (színes magyar tévéfilm, 1994)
- Frici, a vállalkozó szellem (sorozat) 25. rész (1993)
- Kisváros (színes magyar tévéfilmsorozat, 1993)
- Freytág testvérek (1989)
- A védelemé a szó (sorozat) Törvény és remény című rész (1988)
- Szomszédok (színes magyar filmsorozat, 1987-1990)
- Kreutzer szonáta (1987)
- A falu jegyzője (színes magyar tévéfilmsorozat, 1986)
- A fekete kolostor (1986)
- Gyalogbéka (sorozat) Tornacsuka a sárba című rész (1985)
- Kilenc ember faluja (1985) narrátor
- Alkony (1985)
- Optimisták (sorozat) Aki igazságot akar, hazudnia kell (1985)
- Széchenyi napjai (sorozat) 1. rész (1985)
- Különös házasság (sorozat) 3. rész (1984)
- Megbízható úriember (1984)
- Oedipus Kolonosban (1983)
- A béke szigete (1983)
- Klapka légió (1983)
- Mint oldott kéve (sorozat) Magyarország-Bécs-Colmar-Párizs 1849-1951 című rész (1983)
- A pártfogó (1982)
- Túlsó part (1982)
- Nyom nélkül (1982)
- Glória (1982)
- A tenger (sorozat) 1-2. rész (1982)
- Kettévált mennyezet (1982)
- A szürke eminenciás (1982)
- Ideiglenes paradicsom (1981)
- Brutus (1981)
- Közjáték Vichyben (magyar tévéfilm, 1982)
- Petőfi (sorozat) Szülőföldemen című rész (1981)
- A téglafal mögött (1980)
- Forró mezők (1979)
- Fegyverletétel (1979)
- A téglafal mögött (színes magyar tévéfilm, 1979)
- Egyszál magam (1979)
- Bűnügy, lélekelemzéssel (1979)
- Küszöbök (1979)
- Negyedik forduló (1978)
- Ebéd (1978)
- Ady-novellák (1978)
- A szerelem bolondjai (1977)
- Bovári úr (1977)
- Bezzeg a Töhötöm (1977)
- Robog az úthenger (sorozat) Balatoni betyárok című rész (1977)
- A cárné összeesküvése (1977)
- A kard (1977)
- Karancsfalvi szökevények (1976)
- Gyémántok (1976)
- Oszlopos Simeon (magyar tévéfilm, 1976)
- Herkulesfürdői emlék (színes, magyar filmdráma, 1976)
- Kántor (ff. magyar tévéfilmsorozat, 1976)
- A tanévzáró (1975)
- Utánam, srácok! (1975)
- Kisember születik (magyar tévéjáték, 1975)
- Napló - Radnóti Miklós (ff. magyar tévéfilm, 1975)
- Gúnyos mosoly (ff. magyar tévéfilm, 1973)
- Egy ember és a többiek (1973)
- Az öreg bánya titka (ff. magyar tévéfilmsorozat, 1973) Baráth apuka
- Fuss, hogy utolérjenek! (színes, magyar zenés vígjáték, 1972)
- Hekus lettem (ff., magyar krimi, 1972)
- Szép leányok, ne sírjatok! (ff. magyar filmdráma, 1970)
- A tanú (színes magyar filmszatíra, 1969) jegyszedő
- A Hamis Izabella (ff. magyar krimi, 1968) taxisofőr
- Az élő Antigoné (ff. magyar tévéjáték, 1968)
- Fiorenza (ff. magyar színházi közvetítés, 1967)
- Nyáron egyszerű (ff. magyar játékfilm, 1964)
- Keserű igazság (1956)
- Bereményi Géza: Légköbméter (színházi felvétel)-->
- Optimisták (magyar tévéfilmsorozat)
- Thomas Mann: Mario és a varázsló (magyar színházi felvétel)
- Utánam az özönvíz (ff. dokumentumfilm)